# Bergia trimera
Bergia trimera är en slamkrypeväxtart som beskrevs av Fischer och C. Meyer. Bergia trimera ingår i släktet Bergia och familjen slamkrypeväxter. Inga underarter finns listade i Catalogue of Life.